# Holothuria pseudofossor
Holothuria pseudofossor är en sjögurkeart som beskrevs av Elisabeth Deichmann 1930. Holothuria pseudofossor ingår i släktet Holothuria och familjen Holothuriidae. Inga underarter finns listade i Catalogue of Life.